# Me‘arat Shovakh
Me‘arat Shovakh (hebreiska: מערת שובך, Me’arat Shovakh) är en grotta i Israel.   Den ligger i distriktet Norra distriktet, i den norra delen av landet.
Terrängen runt Me‘arat Shovakh är huvudsakligen kuperad, men åt sydost är den platt.  Närmaste större samhälle är Maghār, 9,0 km väster om Me‘arat Shovakh. Trakten runt Me‘arat Shovakh består till största delen av jordbruksmark.